# 활기찬 새아침
활기찬 새아침 김성은입니다는 대한민국의 방송국인 한국방송공사의 라디오 채널 KBS Happy FM(수도권 106.1MHz AM 603KHz)에서 오전 5시부터 오전 7시까지 방송하는 라디오 방송이다. 기존 오전 5시부터 6시까지 방송하던 김성은의 신바람 세상에서 2011년 KBS 라디오 가을개편으로 확대 편성한 프로그램이다. 2013년 4월 6일 자로 2년 만에 폐지되었다.

## 주요 코너

### 요일 코너
월요일
- (1부) 세상돋보기

노인전문 저널리스트 강경남씨가 발빠른 노인계 소식을 전해드립니다.
- (1부) 명품 인간관계

이창호 박사가 사통팔달 커뮤니케이션 비법을 전해드립니다.
- (2부) 김기복의 교통안전백과

시민교통안전협회의 김기복 대표와 선진교통문화를 만들어갑니다.
화요일
- (1부) 살맛나는 세상

여러분이 계신 곳에서, 들려주시는 이야기, 귀 기울여 봅니다.
- (1부) 좋은 음식, 나쁜 음식

신상섭 원장이 약식동원으로 건강 지키는 방법을 알려드립니다.
- (2부) 한충희의 돈되는 이야기

재테크 전문가 한충희가 지갑 속 포트폴리오를 짜드립니다.
수요일
- (1부) 행복한 노후를 위하여

고광애 노년상담가가 아름다운 노후를 제안해 드립니다.
- (1부) 한국사 산책

건국대 신병주 교수가 고전 속 역사 이야기를 들려드립니다.
- (2부) 지금은 다문화시대

이자스민씨와 다문화가족의 살아가는 이야기를 나눠봅니다.
목요일
- (1부) 청춘초대석

만나고 싶었습니다, 소중한 만남이 기다려지는 시간입니다.
- (2부) 우주콘서트 저자 태의경 아나운서의 우주의 발견

우주콘서트 저자 태의경 아나운서와, 우주의 신비를 만나봅니다.
금요일
- (1부) 그 시절 그 노래

명지전문대 왕준기 교수와 음악 타임머신을 타고 떠나봅니다.
- (1부) 청춘 노래교실

뽐내고 싶은 노래 실력, 아끼지 마세요, 여러분의 참여를 기다립니다!
- (2부) 윤강영의 알뜰 웰빙여행

여행전문가 윤강영이 추천하는 최고의 여행지로 떠나봅니다.
- (2부) 귀가 열리는 아침 클래식

오승환 음악평론가와 아침을 여는 고전음악을 감상해봅니다.
토요일
- (1부) 토요 노래 한마당

청취자들이 직접 참여하는 신나는노래방, 언제든 문을 두드려주세요!
- (2부) 유진 정정아의 음악까페

주제별로 만나는 신나는 노래대결, 가수 유진과 정정아가 함께합니다.

### 주간 코너
매일
- 월-목 (1부) 청춘클리닉

가정의학, 치과, 내과, 한방 건강 의료 정보를 전해드립니다.
- 월-목 (2부) 생생 정보와 상식

생활에 유익한 정보와 상식을 전해 드립니다.
- 월-금 (2부) 다시 듣는 팝송

그때 그 시절, 팝송들을 가사와 함께 다시 들어 봅니다.
- 월-금 (2부) 윤재성의 절로 되는 영어

윤재성 소리영어연구가와 쉽고 재미있게 영어를 배워봅니다.

## 같이 보기
- KBS
- KBS 해피FM